# Esports World Cup 2024 – Liên Minh Huyền Thoại
Trò chơi MOBA Liên Minh Huyền Thoại là 1 bộ môn thi đấu tại Esports World Cup 2024, tổ chức tại Riyadh, Ả Rập Xê Út, từ ngày 4 đến ngày 7 tháng 7 năm 2024. Tám đội tham gia giải đấu bao gồm hai đội đến từ bốn khu vực lớn – LCS (Bắc Mỹ), LEC (EMEA), LCK (Hàn Quốc) và LPL (Trung Quốc).
T1 đã xuất sắc trở thành nhà vô địch đầu tiên giải đấu sau khi đánh bại Top Esports với tỷ số 3-1 trong trận chung kết.

## Thể thức
Tám đội tham gia giải đấu sẽ thi đấu theo thể thức Loại trực tiếp, không khác gì thể thức được sử dụng ở Chung kết thế giới Liên Minh Huyền Thoại. Sự khác biệt duy nhất đối với Chung kết thế giới là các trận tứ kết và bán kết sẽ diễn ra theo thể thức BO3; trận chung kết sẽ diễn ra theo thể thức BO5 truyền thống.
Do 8 đội đứng đầu tại mỗi giải đấu EWC giành được điểm Vô địch Câu lạc bộ, nên tất cả 8 đội tham gia sẽ kiếm được điểm, với mỗi tổ chức có thể đủ điều kiện tham gia Giải vô địch Câu lạc bộ (hoặc giành chức Vô địch Câu lạc bộ nếu họ vô địch giải đấu Liên đoàn) nếu họ lọt vào danh sách vào top 8 trong một sự kiện EWC khác.

## Các đội tham gia
Tám đội được mời tham dự giải đấu được công bố vào ngày 24 tháng 5 năm 2024. Mỗi khu vực trong số 4 khu vực chính ở Liên Minh Huyền Thoại, bao gồm LCS, LEC, LCK và LPL đều có 2 đội tham gia. Tất cả 8 đội được mời đều thi đấu tại Mid-Season Invitational 2024, đủ điều kiện tham gia bằng cách đứng thứ nhất và thứ 2 ở giải mùa xuân thuộc quốc nội của họ (LEC có các giải đấu mùa đông và mùa xuân, với những người chiến thắng trong cả hai giải đấu sẽ đủ điều kiện tham gia MSI và do đó được mời tham dự giải đấu Liên Minh Huyền Thoại tại EWC).
| Khu vực    | Giải đấu | Thứ hạng      | Đội             |
| ---------- | -------- | ------------- | --------------- |
| Trung Quốc | LPL      | Quán quân     | Bilibili Gaming |
| Trung Quốc | LPL      | Á quân        | Top Esports     |
| Hàn Quốc   | LCK      | Quán quân     | Gen.G           |
| Hàn Quốc   | LCK      | Á quân        | T1              |
| EMEA       | LEC      | Quán quân     | G2 Esports      |
| EMEA       | LEC      | Điểm tích lũy | Fnatic          |
| Bắc Mỹ     | LCS      | Quán quân     | Team Liquid     |
| Bắc Mỹ     | LCS      | Á quân        | FlyQuest        |

## Địa điểm thi đấu
Nhà thi đấu Qiddiya, một nhà thi đấu thể thao điện tử được xây dựng có mục đích dành cho Cúp thể thao điện tử thế giới ở Thành phố Boulevard, Riyadh, sẽ tổ chức tất cả các trận đấu trong suốt giải đấu.
| Ả Rập Xê Út                | Ả Rập Xê Út         | Ả Rập Xê Út | Ả Rập Xê Út |
| -------------------------- | ------------------- | ----------- | ----------- |
| Riyadh Thành phố Boulevard |                     |             |             |
| Nhà thi đấu Qiddiya        |                     |             |             |
|                            | Thành phố Boulevard |             |             |

## Kết quả
Ghi chú : Thời gian diễn ra các trận đấu được tính theo giờ Việt Nam (UTC+7).
|  |                 |                 |              |              |             |               |               |               |    |   |                 |                 |                 |
|  | Tứ kết (BO3)    | Tứ kết (BO3)    | Tứ kết (BO3) |              |             | Bán kết (BO3) | Bán kết (BO3) | Bán kết (BO3) |    |   | Chung kết (BO5) | Chung kết (BO5) | Chung kết (BO5) |
|  | Tứ kết (BO3)    | Tứ kết (BO3)    | Tứ kết (BO3) |              |             | Bán kết (BO3) | Bán kết (BO3) | Bán kết (BO3) |    |   | Chung kết (BO5) | Chung kết (BO5) | Chung kết (BO5) |
|  | 04/07, 22:00    |                 |              |              |             |               |               |               |    |   |                 |                 |                 |
|  |                 |                 |              |              |             |               |               |               |    |   |                 |                 |                 |
|  | Bilibili Gaming | Bilibili Gaming | 1            |              |             |               |               |               |    |   |                 |                 |                 |
|  | Bilibili Gaming | Bilibili Gaming | 1            | 06/07, 22:00 |             |               |               |               |    |   |                 |                 |                 |
|  | T1              | T1              | 2            |              |             |               |               |               |    |   |                 |                 |                 |
|  | T1              | T1              | 2            |              |             | T1            | T1            | 2             |    |   |                 |                 |                 |
|  | 05/07, 01:00    |                 |              |              |             | T1            | T1            | 2             |    |   |                 |                 |                 |
|  |                 |                 | Team Liquid  | Team Liquid  | 1           |               |               |               |    |   |                 |                 |                 |
|  | Team Liquid     | Team Liquid     | Team Liquid  | Team Liquid  | 1           | 2             |               |               |    |   |                 |                 |                 |
|  | Team Liquid     | Team Liquid     |              |              |             | 2             |               | 08/07, 01:00  |    |   |                 |                 |                 |
|  | Fnatic          | Fnatic          | 0            |              |             |               |               |               |    |   |                 |                 |                 |
|  | Fnatic          | Fnatic          | 0            |              |             |               |               | T1            | T1 | 3 |                 |                 |                 |
|  | 05/07, 22:00    |                 |              |              |             |               |               | T1            | T1 | 3 |                 |                 |                 |
|  |                 |                 |              |              | Top Esports | Top Esports   | 1             |               |    |   |                 |                 |                 |
|  | Gen.G           | Gen.G           | 0            |              | Top Esports | Top Esports   | 1             |               |    |   |                 |                 |                 |
|  | Gen.G           | Gen.G           | 0            | 07/07, 01:00 |             |               |               |               |    |   |                 |                 |                 |
|  | Top Esports     | Top Esports     | 2            |              |             |               |               |               |    |   |                 |                 |                 |
|  | Top Esports     | Top Esports     | 2            |              |             | Top Esports   | Top Esports   | 2             |    |   |                 |                 |                 |
|  | 06/07, 01:00    |                 |              |              |             | Top Esports   | Top Esports   | 2             |    |   |                 |                 |                 |
|  |                 |                 | G2 Esports   | G2 Esports   | 0           |               |               |               |    |   |                 |                 |                 |
|  | G2 Esports      | G2 Esports      | G2 Esports   | G2 Esports   | 0           | 2             |               |               |    |   |                 |                 |                 |
|  | G2 Esports      | G2 Esports      |              |              |             |               |               |               |    |   |                 |                 |                 |
|  | FlyQuest        | FlyQuest        | 1            |              |             |               |               |               |    |   |                 |                 |                 |
|  | FlyQuest        | FlyQuest        | 1            |              |             |               |               |               |    |   |                 |                 |                 |
|  |                 |                 |              |              |             |               |               |               |    |   |                 |                 |                 |

## Thứ hạng
| Thứ hạng | Đội tuyển       | TK | BK | CK | Giải thưởng (%) | Giải thưởng (USD) | Điểm EWC |
| -------- | --------------- | -- | -- | -- | --------------- | ----------------- | -------- |
| 1        | T1              | T  | T  | T  | 40%             | $400,000          | 1000     |
| 2        | Top Esports     | T  | T  | B  | 20%             | $200,000          | 600      |
| 3–4      | Team Liquid     | T  | B  |    | 10%             | $100,000          | 275      |
| 3–4      | G2 Esports      | T  | B  |    | 10%             | $100,000          | 275      |
| 5–8      | Bilibili Gaming | B  |    | 5% | $50,000         | 60                |          |
| 5–8      | FlyQuest        | B  |    | 5% | $50,000         | 60                |          |
| 5–8      | Fnatic          | B  |    | 5% | $50,000         | 60                |          |
| 5–8      | Gen.G           | B  |    | 5% | $50,000         | 60                |          |